# Sergueï Ovtchinnikov
Pour les articles homonymes, voir Ovtchinnikov.
Sergueï Ivanovitch Ovtchinnikov (en russe : Серге́й Ива́нович Овчи́нников), né le 10 novembre 1970 à Moscou, est un footballeur russe qui évoluait au poste de gardien de but. 
Il joue notamment au Lokomotiv Moscou, au Benfica Lisbonne et au FC Porto. Il obtient 35 sélections en équipe de Russie entre 1993 et 2005. Il se reconvertit par la suite en entraîneur.

## Clubs

### Joueur
- 1990 :  Dinamo Soukhoumi
- 1991-1997 :  Lokomotiv Moscou
- 1997-1999 :  Benfica Lisbonne
- 1999-2000 :  FC Alverca
- 2000-2002 :  FC Porto
- 2002-2005 :  Lokomotiv Moscou
- 2006 :  Dynamo Moscou

### Entraîneur
- 2007-2008 :  Lokomotiv Moscou (gardiens)
- 2008-2009 :  Dynamo Kiev (adjoint)
- 2009-2010 :  Kuban Krasnodar
- 2010-2011 :  Dynamo Bryansk
- 2011 :  Dynamo Minsk
- 2012- :  Russie (gardiens)

## Palmarès de joueur
- Champion de Russie en 2002 et 2004 avec le Lokomotiv Moscou
- Vainqueur de la Coupe de Russie en 1996 et 1997 avec le Lokomotiv Moscou
- Vainqueur de la Supercoupe de Russie en 2003 et 2005 avec le Lokomotiv Moscou
- Vainqueur de la Coupe du Portugal en 2001 avec le FC Porto
- Vainqueur de la Supercoupe du Portugal en 2001 avec le FC Porto
- Élu meilleur gardien du championnat de Russie en 1994, 1995, 2002 et 2003 par le journal "Ogoniok"